# Битва у Кременя
Битва под Кременем (польск. Bitwa pod Krzemieniem) — сражение, произошедшее 13 (24) июля 1792 года между русскими и польскими войсками во время русско-польской войны 1792 года.

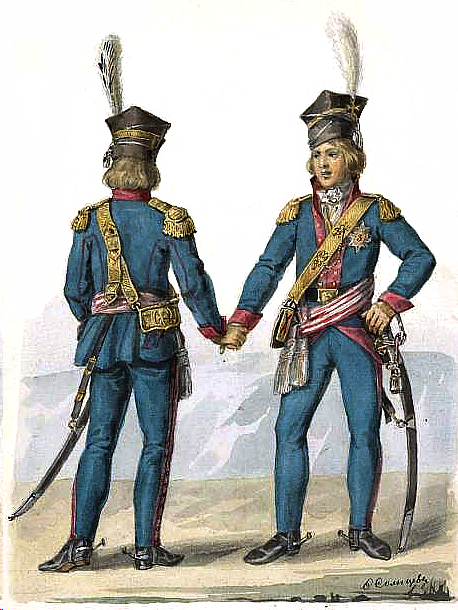
Униформа польских кавалеристов в 1792 г.

## Перед сражением
Литовский корпус армии Речи Посполитой под командованием генерал-лейтенанта Михала Забелло после отхода из Бельска перешёл 19 июля через Буг под селом Гранне. Намереваясь остановить русские войска генерал-аншефа М. Н. Кречетникова на линии р. Буг, Забелло расположил свои войска под Дзербами в окрестностях Кременя. Когда 22 июля на помощь М. Забелло прибыл отряд генерал-лейтенанта А. Бышевского, численность корпуса достигла 12 000 человек при 12 орудиях. 
В тот же день под Перлеево подошёл русский авангард генерал-майора Фёдор Денисова (4 500 солдат и 12 пушек) с целью прорваться через Западный Буг. Одновременно генерал-поручик князь Юрий Долгоруков с трёхтысячным отрядом планировал пересечь Буг под Дорогочином и атаковать правое крыло корпуса Забелло. 

## Ход сражения
Чтобы предотвратить эту переправу, 23 июля в Дорогочин был направлен генерал-лейтенант Павел Ежи Грабовский с двухтысячным отрядом. Когда он увидел, что русские сумели переправиться на левый берег Буга, то вернулся в лагерь. В свою очередь Долгоруков отказался от намерения атаковать правое крыло противника, в то время как Денисов 24 июля выбил польские аванпосты у Гранне и захватил понтонный мост. Переправившись через Буг генерал-майор Денисов после артподготовки атаковал польские войска. Забелло смог спасти положение и оттянул Денисова от реки, построив свои войска в две линии и заблокировал русским проход.
Когда русские подошли к польским позициям, Забелло открыл огонь и контратаковал всем фронтом. Попытка прорваться на правом фланге поляков была отбита контратакой кавалерии. Денисов, спасая свои войска от уничтожения, отступил. Из-за быстрого отхода войск противника польская кавалерия не смогла отрезать им путь к мосту.

## Результаты
В двухчасовой битве (с 5 до 7 часов утра) польская армия потеряла около 100 человек, а русские войска — около 250 человек. Имея численное преимущество, Михаил Забелло сумел заманить Денисова в засаду, однако он не смог его разгромить, так как русский военачальник слишком быстро увидел опасность и приказал немедленно отступить. В 19.00 М. Забелло получил донесение о движении корпуса Ю. В. Долгорукова из Дорогочина и поэтому начал отступление к Венгруву.